# Harry Styles
Harry Edward Styles (Redditch, 1 de fevereiro de 1994) é um cantor, compositor e ator britânico. Sua carreira musical começou em 2010 como concorrente solo na série britânica de competição de música The X Factor. Após sua eliminação, ele foi trazido de volta para se juntar à boy band One Direction, que se tornou uma das boy bands mais vendidas de todos os tempos antes de entrar em um hiato indefinido em 2016.
Styles lançou seu álbum solo de estreia autointitulado pela Columbia Records em 2017. Ele estreou no número um no Reino Unido e nos EUA e foi um dos dez álbuns mais vendidos do mundo no ano, enquanto seu primeiro single, "Sign of the Times", liderou a UK Singles Chart. O segundo álbum de Styles, Fine Line (2019), estreou no topo da Billboard 200 dos EUA com a maior estreia de um artista masculino britânico, e foi o álbum mais recente a ser incluído nos "500 Maiores Álbuns de Todos os Tempos" da Rolling Stone em 2020. Seu quarto single, "Watermelon Sugar", liderou a Billboard Hot 100 dos EUA. Apresentando o single do topo das paradas "As It Was", o terceiro álbum de Styles, Harry's House (2022), foi amplamente aclamado e quebrou vários recordes.
Ao longo de sua carreira, Styles recebeu vários prêmios, incluindo dois Brit Awards, quatro Grammy Award, um Ivor Novello Award e um American Music Award. Styles fez sua estreia como ator no filme de guerra de Christopher Nolan de 2017, Dunkirk. Além de música e atuação, ele é conhecido por sua moda extravagante. Ele é o primeiro homem a aparecer sozinho na capa da revista Vogue.

## Biografia
Harry Edward Styles nasceu em 1 de fevereiro de 1994 em Redditch, Worcestershire, Inglaterra, filho da proprietária Anne Twist (nascida Selley, anteriormente Cox) e do trabalhador financeiro Desmond "Des" Styles. Quando criança, mudou-se com seus pais e irmã mais velha, Gemma, para a vila de Holmes Chapel em Cheshire. Seus pais se divorciaram quando ele tinha sete anos de idade, e sua mãe mais tarde se casou novamente com o parceiro de negócios John Cox, embora eles se divorciassem anos depois. Através de seu casamento subsequente em 2013 com Robin Twist, que morreu de câncer em 2017, Styles tem um meio-irmão mais velho chamado Mike e uma meia-irmã chamada Amy.
Styles disse que teve uma "grande infância" e sempre foi apoiado por seus pais. Quando criança, ele cantou covers em uma máquina de karaokê que ganhou de seu avô, e a primeira canção que gravou foi "The Girl of My Best Friend" de Elvis Presley. Styles frequentou a Holmes Chapel Comprehensive School, onde ele era o vocalista da banda White Eskimo, que ganhou uma competição local da Batalha das Bandas. Aos 16 anos, ele trabalhou meio período na W. Mandeville Bakery em Holmes Chapel.

## Carreira

### 2010–2015:The X Factore One Direction

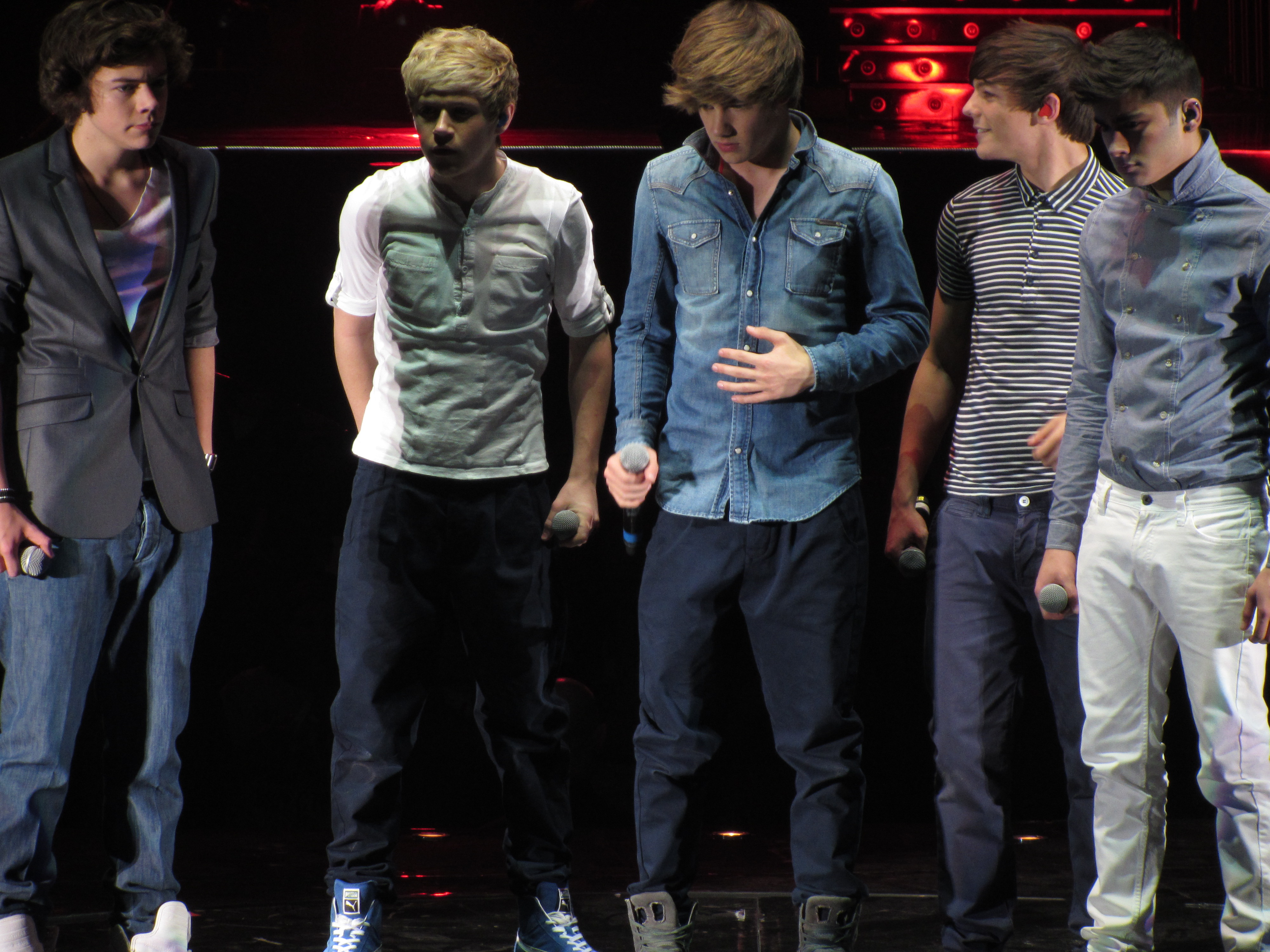
Styles (esquerda) com One Direction na The X Factor Live Tour em 2011

Seguindo uma sugestão de sua mãe, em 11 de abril de 2010, Styles fez o teste como concorrente solo para a sétima temporada do concurso britânico de canto televisionado The X Factor, cantando uma versão de "Isn't She Lovely" de Stevie Wonder. Ele avançou para o bootcamp, mas não conseguiu progredir ainda mais. Outros quatro em sua faixa etária que também foram eliminados foram reunidos para formar uma banda em julho de 2010 para competir na categoria "Grupos", orientado por Simon Cowell. O grupo composto por Styles, Niall Horan, Liam Payne, Louis Tomlinson e Zayn Malik praticou por duas semanas; Styles sugeriu o nome One Direction para seus companheiros de banda, e eles concordaram em mantê-lo. Eles começaram a ganhar popularidade considerável no Reino Unido, e nas primeiras quatro semanas dos shows ao vivo, foram o último ato de Cowell na competição. O grupo finalmente chegou à final do The X Factor e terminou em terceiro lugar.

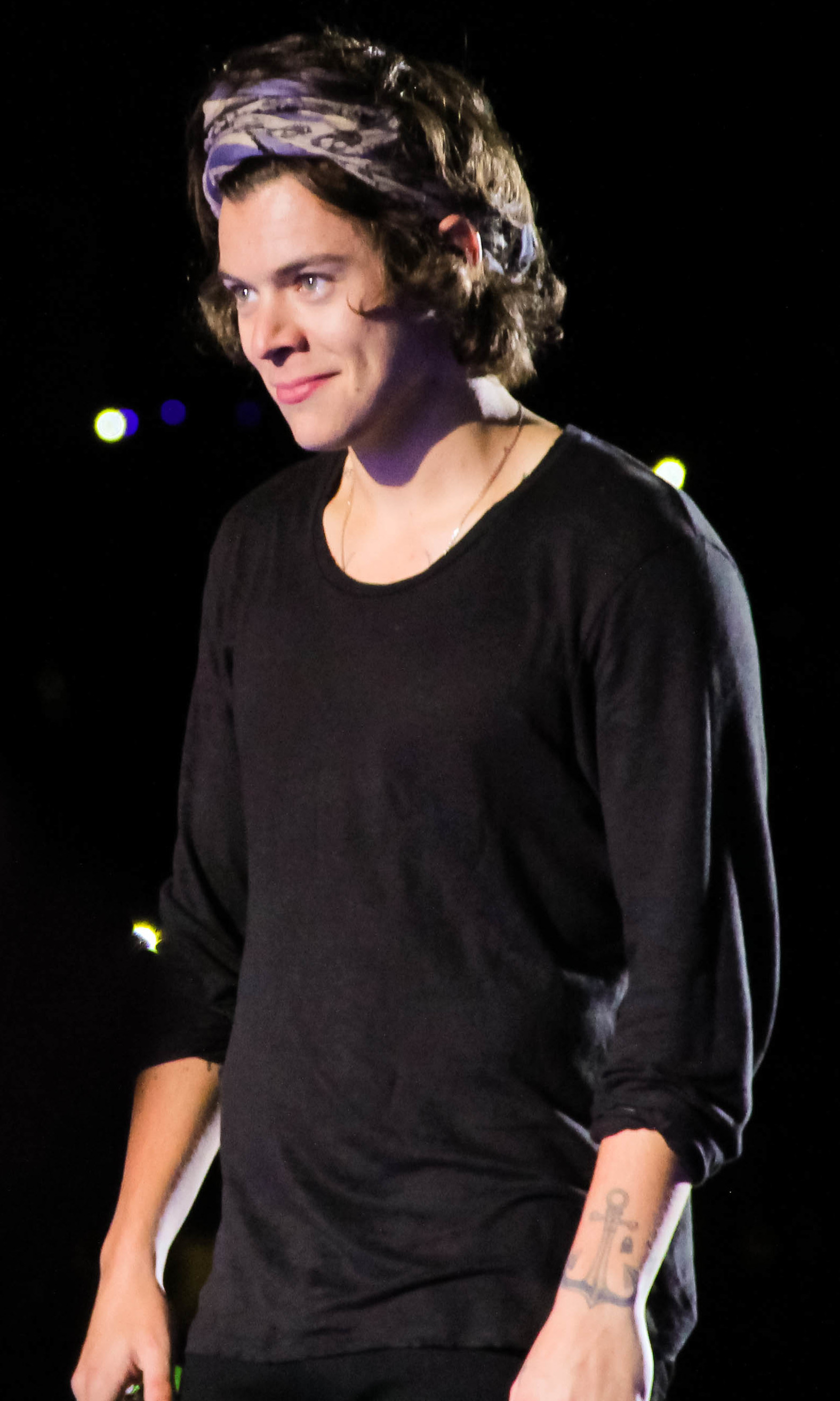
Styles durante a Where We Are Tour em 2014

Em janeiro de 2011, One Direction assinou um contrato de gravação com a gravadora de Cowell, Syco Records. Seu single de estréia número um no Reino Unido, "What Makes You Beautiful", e seu primeiro álbum de estúdio, Up All Night, foram lançados no final daquele ano. O álbum, que continha três canções co-escritas por Styles, fez do One Direction o primeiro grupo britânico a ter seu álbum de estreia alcançando o número um nos Estados Unidos. Seus quatro álbuns de estúdio sucessivos—Take Me Home (2012), Midnight Memories (2013), Four (2014) e Made in the A.M. (2015)—todos estrearam em primeiro lugar no Reino Unido. Midnight Memories foi o álbum mais vendido do mundo em 2013, e sua turnê Where We Are Tour foi a turnê de maior bilheteria de 2014 e continua sendo a turnê de maior bilheteria de todos os tempos por um grupo vocal. Após o lançamento de Four, One Direction se tornou o único grupo nos 58 anos de história da parada de álbuns Billboard 200 a ter seus primeiros quatro álbuns estreando no número um. Os álbuns geraram uma série de singles de sucesso, incluindo "Live While We're Young", "Little Things", "Best Song Ever", "Story of My Life", "Drag Me Down" e "History". Styles também co-escreveu a canção "Just a Little Bit of Your Heart" para o álbum de Ariana Grande, My Everything, de 2014.
Não querendo "esgotar" a base de fãs, por sugestão de Styles, a banda entrou em um hiato indefinido em 2016, após completar as atividades promocionais relacionadas ao Made in the A.M. Desde sua estreia, One Direction já vendeu 70 milhões de discos em todo o mundo, incluindo 7,6 milhões de álbuns e 26 milhões de singles nos EUA, tornando-se uma das boy bands mais vendidas de todos os tempos. O grupo acumulou vários prêmios, incluindo sete Brit Awards, sete American Music Awards, seis Billboard Music Awards, e quatro MTV Video Music Awards.

### 2016–2018:Harry StyleseDunkirk
Como artista solo, Styles se juntou à Full Stop Management de Jeffrey Azoff e à agência de talentos CAA, assinando um contrato de gravação com a Columbia Records no primeiro semestre de 2016. Nessa época, ele também lançou sua própria gravadora, Erskine Records. A gravação do álbum de estreia de Styles ocorreu ao longo de 2016 em Los Angeles, Londres e Port Antonio, Jamaica, onde Styles e seus colaboradores tiveram um retiro de composição de dois meses no outono. Em março de 2017, ele anunciou que seu primeiro single solo, "Sign of the Times", seria lançado em 7 de abril. A canção alcançou o primeiro lugar na UK Singles Chart e o quarto lugar na Billboard Hot 100 dos EUA. Uma balada soft rock influenciada pelo glam rock, atraiu comparações com o trabalho de David Bowie. A Rolling Stone classificou "Sign of the Times" como a melhor canção de 2017. Seu videoclipe apresentou Styles voando e andando sobre a água, e ganhou o Brit Award de Vídeo Britânico do Ano. Em abril, Styles foi um convidado musical no Saturday Night Live nos EUA e fez sua estreia solo na televisão do Reino Unido no The Graham Norton Show.

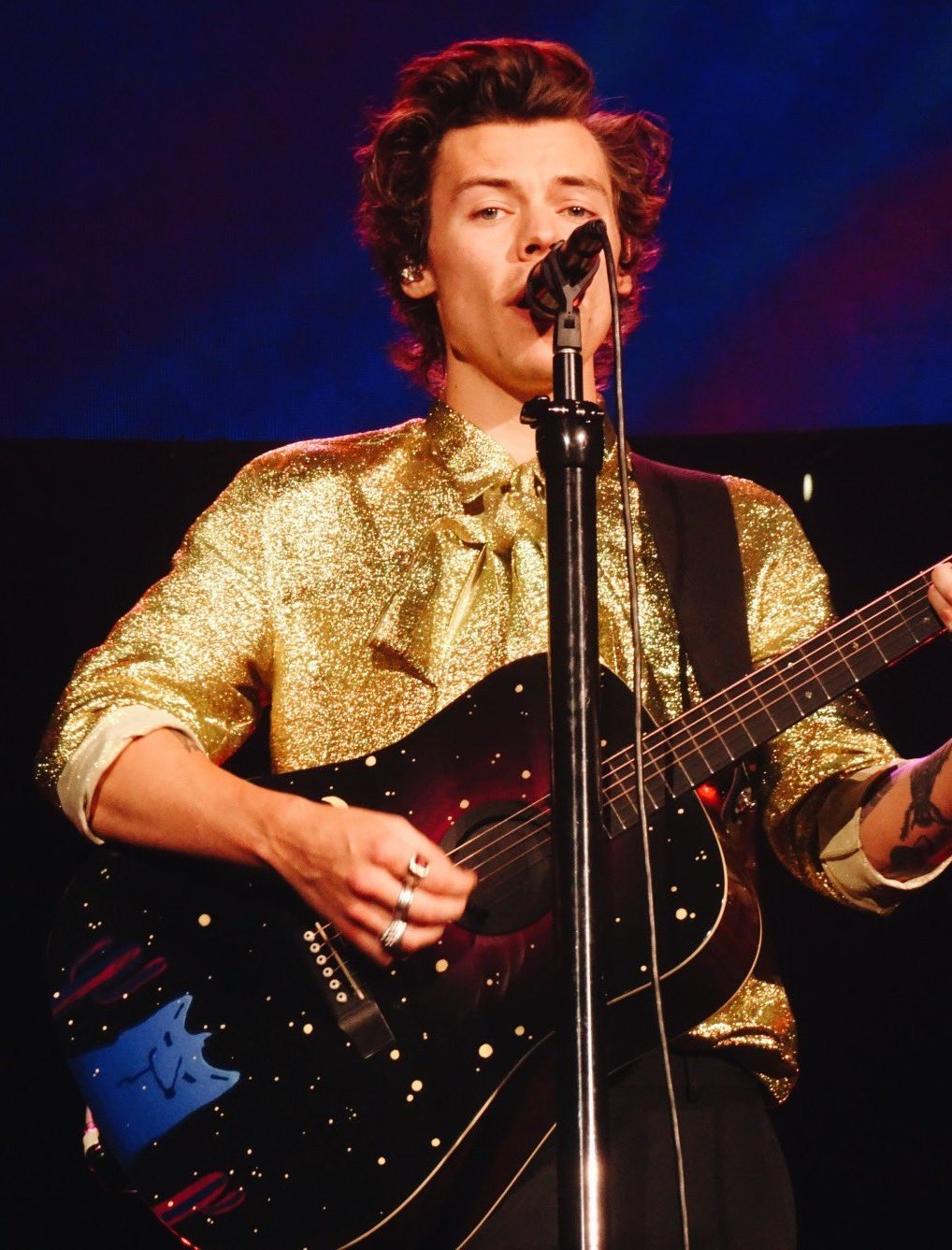
Styles se apresentando em Denver, Colorado, em 2018

Seu álbum de estreia auto-intitulado foi lançado em maio de 2017, após o qual estreou no número um em vários países, incluindo Austrália, Reino Unido e EUA. O disco foi influenciado pelo soft rock dos anos 1970 e foi descrito pela Variety como um "coquetel clássico de psicodelia, britpop e balada". Recebeu críticas geralmente favoráveis dos críticos e foi incluído nas listas de várias publicações dos melhores álbuns de 2017. Harry Styles gerou mais dois singles, "Two Ghosts" e "Kiwi". O filme Harry Styles: Behind the Album, que documentou o processo de composição e gravação do álbum, foi lançado em maio exclusivamente no Apple Music. Styles embarcou em sua primeira turnê solo, Harry Styles: Live on Tour, de setembro de 2017 a julho de 2018, apresentando-se na América do Norte e do Sul, Europa, Ásia e Austrália.
Styles fez sua estreia no cinema no filme de guerra de Christopher Nolan, Dunkirk, em julho de 2017, interpretando um soldado britânico chamado Alex na Operação Dínamo durante a Segunda Guerra Mundial. Ele apareceu ao lado de um elenco que incluía Fionn Whitehead, Tom Glynn-Carney, Jack Lowden, Kenneth Branagh, Cillian Murphy, Mark Rylance e Tom Hardy. Styles ganhou o papel sobre "milhares de jovens"; Nolan mais tarde admitiu que não tinha conhecimento da extensão da fama de Styles e que ele foi escalado "porque ele se encaixava no papel maravilhosamente e realmente ganhou um lugar na mesa". O crítico de cinema do The Daily Telegraph, Robbie Collin, elogiou Styles por sua "performance brilhante, condenada e inesperadamente nada chocante".
Em novembro de 2017, a BBC One transmitiu Harry Styles at the BBC, um especial de televisão de uma hora apresentado por Nick Grimshaw. No ARIA Music Awards de 2017, Styles recebeu o prêmio de Melhor Artista Internacional. Ele foi o anfitrião do The Late Late Show with James Corden em dezembro. Juntamente com Jack Antonoff e Ilsey Juber, Styles co-escreveu "Alfie's Song (Not So Typical Love Song)", interpretada pela banda Bleachers, para a trilha sonora do filme Com Amor, Simon (2018). Ele também atuou como produtor executivo no seriado da CBS, Happy Together, que estreou em outubro de 2018 e foi inspirado por seu tempo morando com o produtor de televisão Ben Winston. Em 2018, Styles começou a modelar para a casa de moda italiana Gucci, aparecendo em várias campanhas para a marca.

### 2019–2021:Fine Line
"Lights Up", o primeiro single do segundo álbum de Styles, Fine Line, foi lançado em outubro de 2019, estreando no número três no Reino Unido. A canção apresentava uma "reentrada de toque suave na corrente pop", de acordo com o crítico de música Jon Caramanica. Styles serviu como apresentador e convidado musical no Saturday Night Live em novembro. O segundo single que precede o Fine Line, "Adore You", foi lançado em dezembro, chegando ao número sete no Reino Unido e ao número seis nos EUA. Naquele mês, Styles novamente apresentou o The Late Late Show with James Corden.

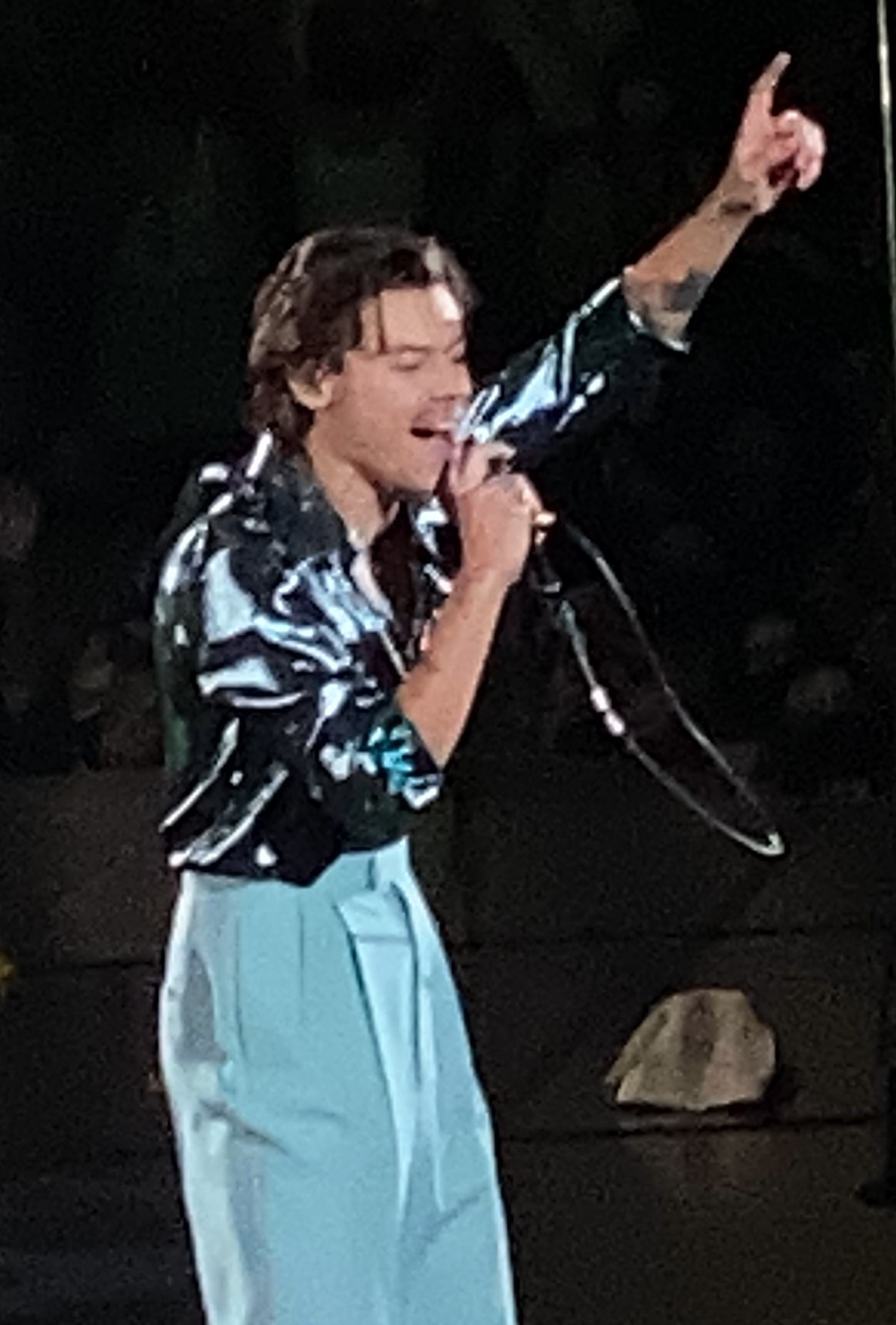
Styles se apresentando na Love On Tour em setembro de 2021

Fine Line foi lançado em 13 de dezembro. O álbum foi gravado no estúdio Shangri-La em Malibu, Califórnia, com a mesma equipe de produção do álbum de estreia de Styles e apresentava um som semelhante ao de Harry Styles, ao mesmo tempo em que incorporava elementos de funk e soul. Ele recebeu críticas geralmente positivas dos críticos. O álbum alcançou o segundo lugar no Reino Unido, e liderou as paradas americanas, quebrando o recorde de maior estreia de vendas de um artista masculino britânico nos EUA desde que a Nielsen SoundScan começou a rastrear os dados de vendas em 1991. A cantora e compositora Stevie Nicks, que se referiu a Styles como "o filho que ela nunca teve", comparou Fine Line ao álbum Rumours de Fleetwood Mac e comentou que isso a inspirou a escrever novas músicas. A Rolling Stone classificou-o no número 491 nos "500 Maiores Álbuns de Todos os Tempos" em sua lista de 2020. Cinco outros singles, "Falling", "Watermelon Sugar", "Golden", "Treat People with Kindness" e a faixa-título, foram lançados do álbum. "Watermelon Sugar" se tornou o quarto single de Styles no top 10 no Reino Unido, chegando ao número quatro, assim como seu primeiro single número um nos EUA. Uma turnê de apoio ao Fine Line, intitulada Love On Tour, que estava originalmente programada para acontecer ao longo de 2020, foi adiada para 2021 devido à pandemia de COVID-19.
No Brit Awards de 2020, Styles foi indicado para Artista Solo Masculino Britânico e Álbum Britânico do Ano. Em março de 2020, ele realizou um concerto na NPR Tiny Desk, e em julho, narrou uma história de ninar intitulada Dream with Me para o aplicativo de relaxamento Calm. Mais tarde naquele ano, Styles ganhou o prêmio de Álbum de Pop/Rock Favorito por Fine Line no 48º American Music Awards, o prêmio de Melhor Artista Internacional no 34º ARIA Music Awards, e o Prêmio Chart Achievement no Billboard Music Awards de 2020. Ele também foi nomeado Hitmaker do Ano pela Variety. No 63º Grammy Awards em março de 2021, ele recebeu três indicações para Melhor Álbum Vocal de Pop (Fine Line), Melhor Performance Pop Solo ("Watermelon Sugar") e Melhor Videoclipe ("Adore You"), vencendo Melhor Performance Pop Solo. "Watermelon Sugar" também rendeu a Styles seu segundo Brit Award de Single Britânico do Ano durante a cerimônia de 2021. No Ivor Novello Awards de 2021, "Adore You" ganhou o prêmio de Trabalho Mais Realizado. Styles fez uma aparição como Eros / Starfox, irmão de Thanos, na cena pós-créditos do filme de super-heróis do Universo Cinematográfico Marvel, Eternals, que foi lançado em novembro de 2021. Ele lançou sua marca de cosméticos, Pleasing, naquele mês.

### 2022:Harry's Housee outros papéis de atuação
O primeiro single do terceiro álbum de estúdio de Styles, Harry's House, intitulado "As It Was", foi lançado em 1 de abril de 2022. Ele estreou no topo das paradas do Reino Unido e dos EUA, tornando-se seu segundo single solo número um em ambos os países. Styles foi headlined no Coachella Valley Music and Arts Festival no dia 15 daquele mês. Harry's House foi lançado em 20 de maio. O álbum estreou no topo das paradas do Reino Unido e dos EUA como o disco mais vendido de 2022 até o momento. Durante sua semana de lançamento, Styles ocupou o primeiro lugar das paradas de álbuns e singles no Reino Unido e nos EUA com Harry's House e "As It Was", respectivamente. Com quatro faixas do álbum simultaneamente no top 10 dos EUA, ele se tornou o primeiro artista solo britânico a alcançar esse feito.
Styles está definido para estrelar como Jack no próximo filme de suspense psicológico Don't Worry Darling, dirigido por Olivia Wilde, e vai estrelar como Tom em My Policeman, uma adaptação cinematográfica do romance de 2012 com o mesmo nome. Styles fez o teste para o papel de Elvis Presley na cinebiografia musical de Baz Luhrmann, Elvis. Luhrmann afirmou que enquanto "Harry é um ator realmente talentoso... o verdadeiro problema com Harry é que ele é Harry Styles. Ele já é um ícone". Em meados de outubro de 2022, a Gucci deve lançar uma coleção colaborativa entre Alessandro Michele e Styles intitulada "Gucci HA HA HA".

## Características musicais

### Estilo musical e influência
A música de Styles foi descrita como soft rock, pop e rock, com elementos de folk e britpop. O estilo musical em seu álbum solo de estreia foi chamado de "mistura de rock clássico e baladas de Los Angeles" pela NME, invocando uma "vibração de soft rock intimamente emocional dos anos 70" pela Rolling Stone, e "influências do último meio século de rock" pela revista Time. Foi influenciado pelos artistas que cresceu ouvindo, como Pink Floyd, The Rolling Stones, The Beatles e Fleetwood Mac, além das composições de Harry Nilsson. Styles elogiou as letras de Nilsson como sendo "honestas e tão boas, e acho que é porque ele nunca está tentando soar inteligente". Seu segundo álbum solo, Fine Line, foi visto pela NME como tendo "esse som nostálgico [de seu primeiro disco] e combinado com sensibilidades pop crescentes".
Styles também citou Freddie Mercury, Elvis Presley e Paul McCartney (incluindo seu projeto paralelo Wings) como influências, enquanto menciona Shania Twain como sua principal inspiração tanto musical quanto na moda. Seu álbum favorito é Astral Weeks do músico norte-irlandês Van Morrison, que ele chamou de "completamente perfeito"; ele também considera o álbum de Etta James, At Last! "perfeito". Ao ouvir o álbum de 1973 do Pink Floyd, The Dark Side of the Moon, quando criança, ele disse que "não conseguia realmente entender, mas eu me lembro de estar tipo—isso é muito legal". O álbum de 1971 de Joni Mitchell, Blue, inspirou Styles a entrar em contato com o instrumentista de dulcimer do álbum, com quem trabalhou em Fine Line.

### Performances ao vivo
Desde que deixou o One Direction, Styles escolheu fazer uma turnê como artista de rock com uma banda de apoio. Além dos vocais, Styles toca violão em sua banda. O guitarrista Mitch Rowland e sua parceira, a baterista e vocalista Sarah Jones, fizeram turnê com Styles durante Harry Styles: Live on Tour e Love On Tour. Outros membros de sua banda incluem o baixista/vocalista Elin Sandberg, o pianista Niji Adeleye, o percussionista e diretor musical Pauli Lovejoy, o multi-instrumentista/vocalista Ny Oh, o baixista Adam Prendergast, o pianista Yaffra, o tecladista/vocalista Claire Uchima e a guitarrista/tecladista/vocalista Charlotte Clark. Jade Yamazaki Stewart, do The Seattle Times, disse sobre a banda: "[Love on Tour] parecia mais um festival de rock dos anos 1970 do que um show de arena do século 21 de uma estrela pop internacional".
Styles tem sido visto pelos críticos como um artista extraordinariamente enérgico desde pelo menos 2015. Em uma resenha da Rolling Stone de 2015 do show do One Direction no MetLife Stadium, Rob Sheffield disse: "É como assistir a sequência de Secretarian correndo o Belmont Stakes em 1973—ele está a uma distância a frente dos outros cavalos, mas ele acelera loucamente para a última volta porque ele é tão apaixonado por ser rápido". Styles não festeja ou ingere substâncias depois de seus shows porque ele tenta se apresentar como um atleta para dar aos fãs o melhor show possível. Craig McLean descreveu sua fisicalidade no palco para The Face em 2022 como "exuberância batendo cabeça" que é "impossível resistir". Sua presença de palco foi comparada a Freddie Mercury por fãs e críticos.

## Vida pessoal
Styles divide seu tempo entre duas casas no norte de Londres, tendo morado anteriormente na área de Sunset Strip, em West Hollywood, Califórnia. Ele vendeu sua residência em Los Angeles, desiludido com a cidade. Ele também é dono de um apartamento tipo loft em Manhattan. Ele morou no sótão da casa do produtor Ben Winston em Hampstead Heath, Londres, por 20 meses no início de sua carreira enquanto procurava sua própria casa.
Styles acredita em carma, e quando Chelsea Handler perguntou se ele acredita em Deus, ele afirmou que se considerava "mais espiritual do que religioso" e que é "ingênuo dizer que nada existe e não há nada acima de nós ou mais poderoso do que nós". Em uma entrevista de 2020 com a Vogue, Styles compartilhou que pratica pilates, medita diariamente e que adere a uma dieta pescetariana há três anos. Ele também faz terapia regularmente.
De novembro de 2011 a janeiro de 2012, Styles, de 17 anos, namorou a apresentadora de televisão Caroline Flack; seu relacionamento gerou controvérsia, pois ela era quatorze anos mais velha. Ele namorou brevemente a cantora e compositora norte-americana Taylor Swift no final de 2012, levando a especulações de fãs e da mídia sobre eles escreverem músicas um sobre o outro após o término. De 2017 a 2018, Styles teve um relacionamento com a modelo franco-americana Camille Rowe, que inspirou seu álbum de 2019, Fine Line. Desde janeiro de 2021, Styles está em um relacionamento com a atriz e diretora Olivia Wilde.
Styles foi repetidamente questionado sobre sua orientação sexual em entrevistas desde que ele tinha dezenove anos. Quando perguntado em uma entrevista de 2013 à GQ britânica se ele era bissexual, ele respondeu: "Bissexual? Eu? Acho que não. Tenho certeza que não sou". Em 2017, quando perguntado se ele rotulava sua sexualidade, ele disse: "Não, eu nunca senti a necessidade". Quando o The Guardian em 2019 questionou a autenticidade de seu estilo de vestir extravagante e sua ambiguidade sexual percebida, ele declarou:

Se eu estou criando essa ambiguidade sexual para tentar ser mais interessante? Não... Com relação a como eu vou me vestir e como será a capa do álbum, eu tendo a tomar decisões relacionadas a colaboradores com quem eu quero trabalhar. Eu quero que as coisas pareçam de uma certo maneira. Não porque me faz parecer gay, hétero ou bissexual, mas porque eu acho que fica legal. E mais do que isso, sei lá, acho que a sexualidade é algo divertido. Honestamente? Não sei se pensei mais sobre o assunto do que isso.
Em uma entrevista de 2022 com Better Homes and Gardens, Styles afirmou que a expectativa de que ele rotule publicamente sua orientação sexual está "desatualizada". Ele disse: "Eu tenho sido muito aberto com meus amigos, mas essa é minha experiência pessoal; é minha", e "o ponto principal para onde devemos nos dirigir é aceitar todos e sermos mais abertos, é que isso não importa, e é sobre não ter que rotular tudo, não ter que esclarecer quais caixas você está colocando".
Em maio de 2019, Styles foi nomeado em segundo lugar na lista de músicos ricos do Sunday Times no Reino Unido com menos de 30 anos, com um patrimônio líquido estimado em £ 58 milhões, tendo anteriormente apresentado o terceiro lugar na lista do ano anterior com um patrimônio líquido estimado em £ 50 milhões. Ele manteve sua segunda posição na lista em 2020 e 2021, com patrimônio líquido estimado em £ 63 milhões e £ 75 milhões, respectivamente. Ele liderou a lista em 2022, tornando-se o músico mais rico com menos de 30 anos no Reino Unido, com seu patrimônio líquido estimado em £ 100 milhões.

## Filantropia e advocacia
Em 2013, Styles e o membro da One Direction, Liam Payne, tornaram-se embaixadores da instituição de caridade contra o câncer Trekstock, arrecadando mais de US$ 800.000 por meio da plataforma de arrecadação de fundos online Prizeo. Em 2014, Styles endossou a campanha de igualdade de gênero HeForShe de Emma Watson. Em 2015, ele patrocinou poços de água na Índia via Drop4Drop em apoio à campanha do Dia Mundial da Água da Life Water. No ano seguinte, ele doou seu cabelo para a instituição de caridade britânica Little Princess Trust, que fornece e financia perucas feitas de cabelo real para crianças que têm queda de cabelo como resultado de doenças.
Em maio de 2017, para comemorar o lançamento de seu álbum de estreia, ele fez shows intimistas no The Garage em Londres e no Troubadour em Los Angeles, com todos os lucros beneficiando instituições de caridade. Em outubro daquele ano, ele se apresentou no concerto We Can Survive, da CBS Radio, no Hollywood Bowl, para conscientização sobre o câncer de mama. A primeira turnê de Styles arrecadou US$ 1,2 milhão em doações de caridade com a venda de ingressos, contribuições da Live Nation e a campanha GLSEN's Pride para 62 instituições de caridade em todo o mundo, enquanto sua segunda turnê arrecadou US$ 1 milhão para seus parceiros de caridade Physicians for Reproductive Health, Black Voters Matter e Choose Love, bem como os esforços locais, incluindo ajuda para famílias em situação de insegurança alimentar necessitadas durante as férias. Ambos os passeios também promoveram a conservação da água através da reciclagem e redução do uso de garrafas plásticas de água.
Em 2018, sua loja online vendeu camisetas com o slogan "Treat People With Kindness" em uma estampa de arco-íris para o Mês do Orgulho, com lucros beneficiando GLSEN. Naquele ano, Styles também twittou em apoio à petição Marcha pelas Nossas Vidas, e adicionou adesivos com "Black Lives Matter" e "End Gun Violence" em sua guitarra. Styles se identifica como feminista.
Sobre o impacto de eventos como o Brexit, o movimento Black Lives Matter e a presidência de Donald Trump em sua canção "Sign of the Times", ele disse que "Estamos em um momento difícil, e acho que já estivemos em muitos momentos difíceis antes. Mas acontece que estamos em uma época em que as coisas que acontecem ao redor do mundo são absolutamente impossíveis de ignorar. Acho que teria sido estranho não reconhecer o que estava acontecendo". Styles se inclina para a esquerda política e visitou a Câmara dos Lordes em 2016 para participar de um debate sobre o Brexit a convite do colega trabalhista Lord Winston. Em relação ao Brexit, ele afirmou que "qualquer coisa que una as pessoas é melhor do que coisas que separam as pessoas" e afirmou que simboliza "o oposto do mundo em que ele gostaria de estar".
À luz do assassinato de George Floyd em maio de 2020, Styles mostrou apoio ao Black Lives Matter, pedindo aos fãs que compartilhassem e doassem em apoio, e prometeu doar para um fundo de fiança para ativistas do Black Lives Matter presos. Ele participou de um protesto do Black Lives Matter em Los Angeles no mês seguinte. Apesar de ser cidadão britânico, Styles apoiou Joe Biden nas eleições presidenciais de 2020 nos Estados Unidos. Em 2 de junho de 2022, Styles anunciou que estava doando sua taxa de aparição da campanha de áudio espacial da Apple AirPods para o Comitê Internacional de Resgate, uma organização global de ajuda humanitária que está respondendo aos mais de seis milhões de refugiados forçados a fugir da Ucrânia.

### Treat People with Kindness
"Treat People with Kindness", abreviado para "TPWK", é um slogan usado por Styles para promover sua mensagem de amor, aceitação e bondade para os outros. Styles começou a usar o slogan durante sua turnê de estreia em 2017 em um crachá em sua guitarra e mercadorias da turnê, incluindo camisetas do Pride vendidas para arrecadar fundos para GLSEN. A iniciativa deu a Styles a ideia de escrever uma canção intitulada após o slogan, que serve como penúltima faixa de seu segundo álbum de estúdio, Fine Line.
Em outubro de 2019, pôsteres de teaser incluindo a frase "Do you know who you are?" e o acrônimo "TPWK" foram vistos em Londres, Tóquio, Los Angeles, Nova Iorque e Austrália; os fãs puderam conectar os pôsteres a Styles e ao lançamento de seu novo álbum por causa da referência ao seu lema "Treat People with Kindness". Ao mesmo tempo, para marcar o Dia Mundial da Saúde Mental, Styles lançou um bot de site chamado "Do You Know Who You Are?" que dá aos usuários mensagens aleatórias positivas usando palavras como 'brilhante', 'determinado', 'amoroso' e 'maravilhoso', e terminando com "TPWK. LOVE, H".

## Discografia
- Harry Styles (2017)
- Fine Line (2019)
- Harry's House (2022)

## Filmografia
| Ano  | Título                                         | Papel          | Notas                         |
| ---- | ---------------------------------------------- | -------------- | ----------------------------- |
| 2013 | One Direction: This Is Us                      | Ele mesmo      | Documentário / filme-concerto |
| 2014 | One Direction: Where We Are – The Concert Film | Ele mesmo      | Filme-concerto                |
| 2017 | Harry Styles: Behind the Album                 | Ele mesmo      | Documentário                  |
| 2017 | Dunkirk                                        | Alex           |                               |
| 2021 | Eternals                                       | Eros / Starfox | Cameo / cena pós-créditos     |
| 2022 | Don't Worry Darling                            | Jack           | Pós-produção                  |
| 2022 | My Policeman                                   | Tom Burgess    | Pós-produção                  |

| Ano        | Título                               | Papel                            | Notas                             |
| ---------- | ------------------------------------ | -------------------------------- | --------------------------------- |
| 2012       | iCarly                               | Ele mesmo                        | Episódio: "iGo One Direction"     |
| 2012–2019  | Saturday Night Live                  | Apresentador / convidado musical | 5 episódios (3 com One Direction) |
| 2017       | Harry Styles at the BBC              | Ele mesmo                        | Especial de televisão             |
| 2017, 2019 | The Late Late Show with James Corden | Apresentador convidado           | 2 episódios                       |
| 2018       | Happy Together                       | Nenhum                           | Produtor executivo                |

## Turnês
- Live On Tour (2017–2018)
- Love On Tour (2021–2023)